# Kuusijärvi (sjö i Finland, Lappland, lat 66,68, long 24,87)
Kuusijärvi är en sjö i Finland. Den ligger i kommunen Övertorneå i landskapet Lappland, i den norra delen av landet, 700 km norr om huvudstaden Helsingfors. Kuusijärvi ligger 145,8 meter över havet. Arean är 21,5 hektar och strandlinjen är 2,11 kilometer lång. Sjön  ingår i Torne älvs huvudavrinningsområde. 